# Warenhaus Geschwister Knopf

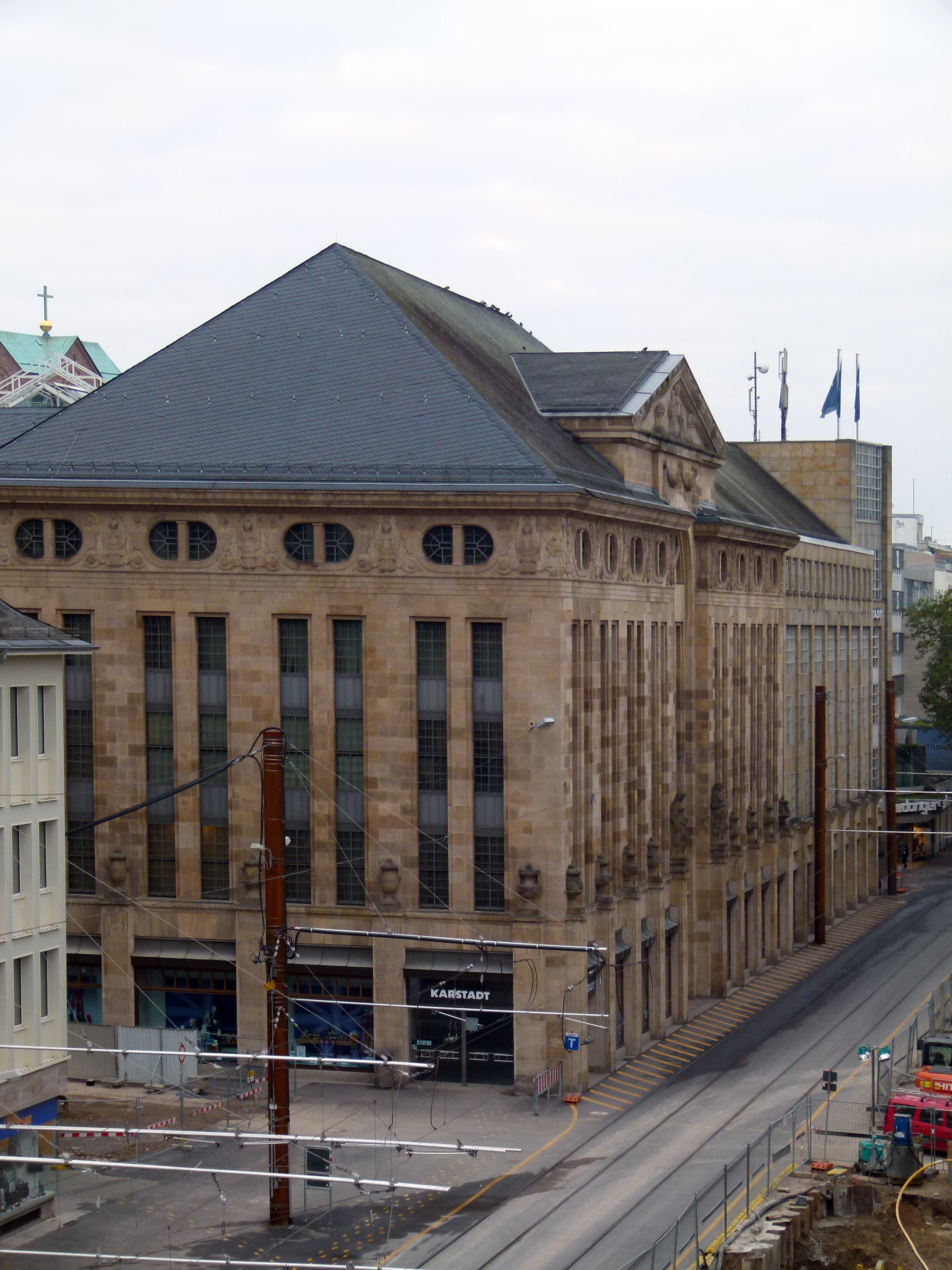
Das Gebäude in Karlsruhe 2013

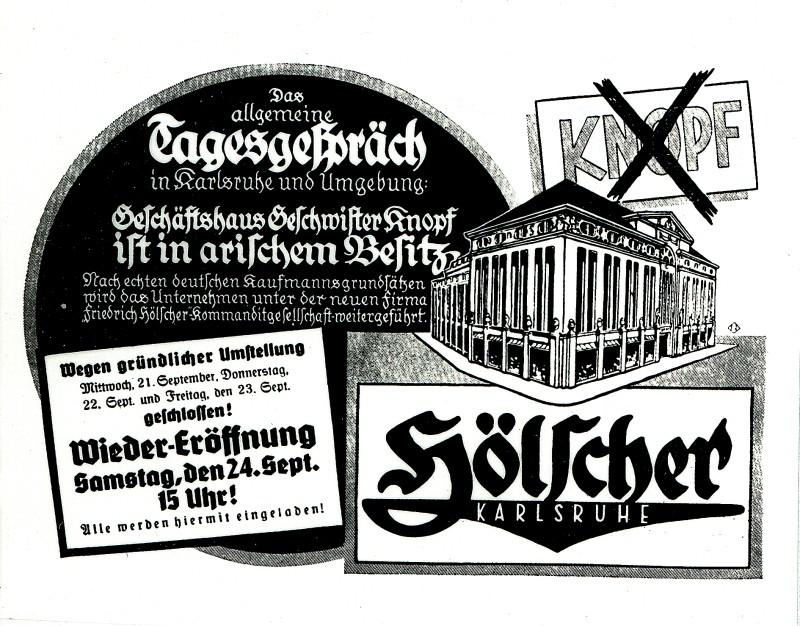
Das Kaufhaus der Geschwister Knopf in Karlsruhe wurde 1938 „arisiert“

Das Warenhaus Geschwister Knopf war eine Kaufhausgruppe mit Sitz in Karlsruhe und weiteren Filialen in den badischen Städten Bruchsal, Mannheim, Pforzheim und Rastatt sowie in Luxemburg. Durch Familienmitglieder des Gründers entstanden in Süddeutschland und der Schweiz weitere Warenhäuser Knopf, darunter das Warenhaus S. Knopf in Freiburg im Breisgau. Die Unternehmensgruppe bestand bis zur zwangsweisen „Arisierung“ 1938.

## Geschichte
Die Kaufhausgruppe Knopf entstand aus einem Leinen-, Wäsche- und Weißwarengeschäft in der Kaiserstraße 147, der Hauptgeschäftsstraße von Karlsruhe. Nachdem Max Knopf mit seiner Schwester Johanna den Familienbetrieb übernommen hatte, konnte er dem Haupthaus in Karlsruhe bis 1905 vier weitere Kaufhäuser hinzufügen.
Von 1912 bis 1914 wurde in der Kaiserstraße 147/Ecke Lammstraße, dem alten Firmensitz, vom Architekten Wilhelm Kreis ein größerer Neubau errichtet, mit Jugendstilelementen und einem neoklassizistischen Giebel.
Im Zuge der nationalsozialistischen Judenverfolgung und der Arisierung jüdischer Betriebe wurde die Familie Knopf 1938 enteignet. Am 4. September 1938 übernahm die Friedrich Hoelscher KG das Kaufhaus. 1953 wurde das Gebäude von Karstadt gekauft.